# 中國傳統織物工藝

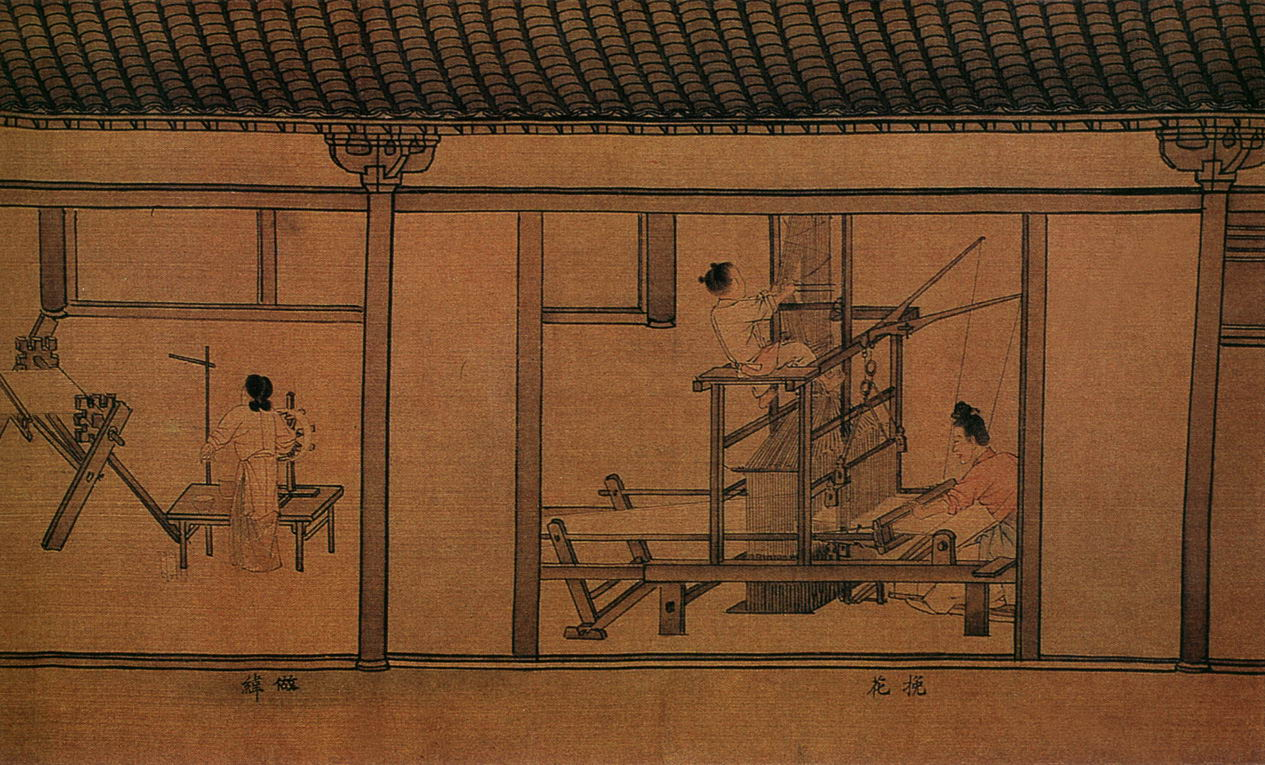
《蠶織圖》中的挽花織造工藝

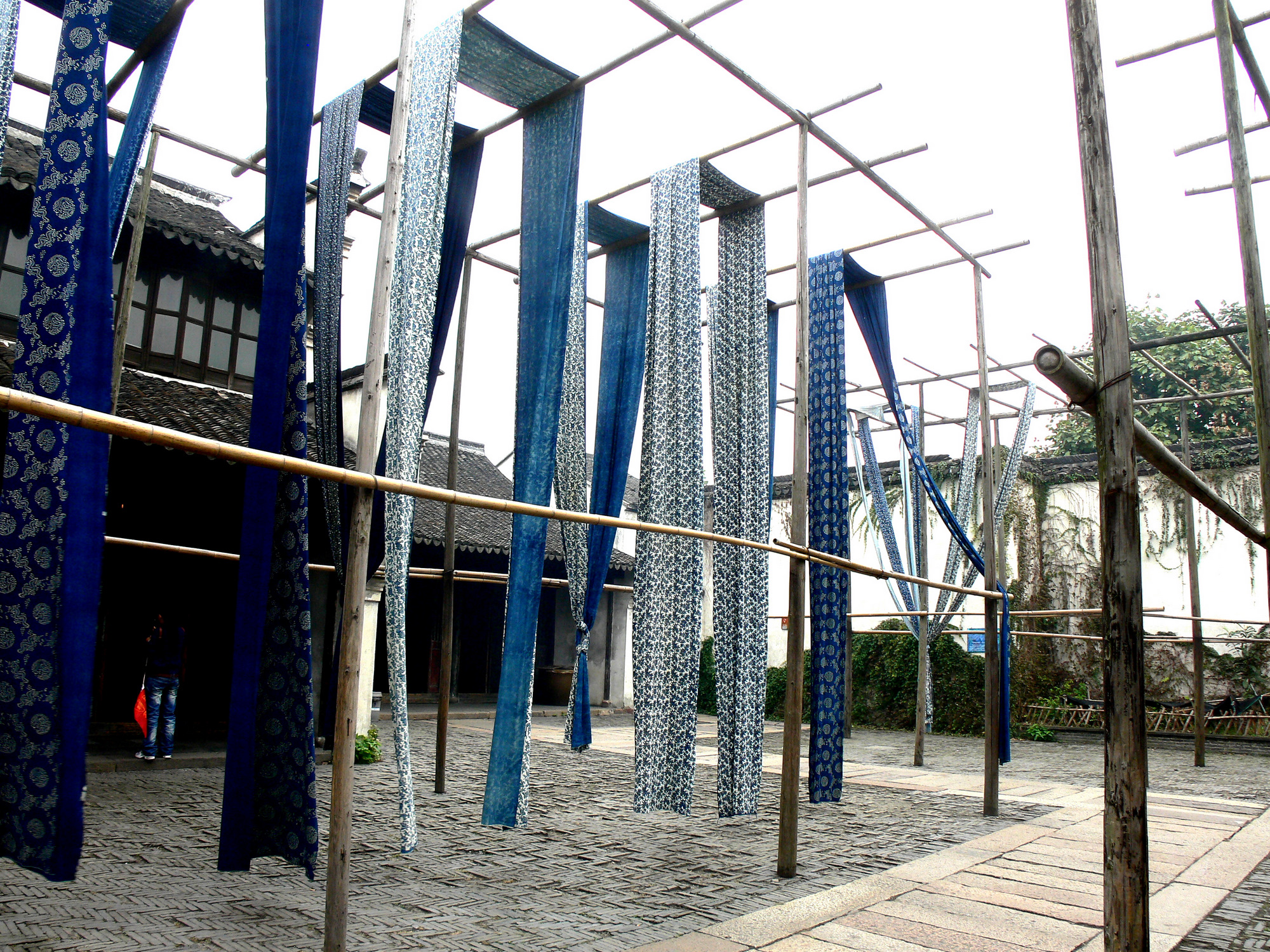
乌镇蓝印花布染坊

中國傳統織物工藝包括中國傳統的紡織、織造、刺繡、染印工藝。通過這些工藝做出不同的織物，除有實用價值外，還富有觀賞價值。
傳統織物分为：金缕、锦、罗、绫、绢、紬、紵絲、缣、绮、纚、纱、帛、布、棉、麻等等。织金、锦、罗、绫是最昂贵的织物，绫罗锦绣自古就是富人的象征。秦汉时期，除齐纨、鲁缟享有盛名外，尚有吴绫、越罗、楚绢、蜀锦等名品。汤式《一枝花·赠美人》曰：“价重如齐纨鲁缟，名高似蜀锦吴绫。”最古老最廉价的材料是麻葛。

## 紡織
江西贵溪龙虎山崖墓中发掘的苎麻印花布，属春秋晚期至战国早期，是目前中国出土文物中最早的苎麻印花布，其精细如丝绸。夏布是《韩非子》“冬日裘，夏日葛衣”里葛衣的材料，也是《礼记》中所说的“布”，即丧服祭服以及深衣的制作材料。古代夏布的规格以“升”表示，即在规定的布幅内每80根纱称为1升，约为每毫米1.6根纱。7～9升的粗苎布供奴隶、罪犯穿用，也可作包装布用；10～14升为一般平民穿用；15升以上细如丝绸，仅供贵族享用；最精细者达30升，供王公、贵族制帽用。长沙马王堆出土的夏布为21～23升，经测定经密37.1根/厘米、纬密43.6根/厘米，平纹组织，布幅20厘米，重量仅43克/平米。夏布依其粗细程度曾有各种不同名称，其中最细者可与丝绸媲美。苎麻纤维与棉花纤维相比较无法用现代化纺织机械加工，只能靠传统手工技艺生产。繐，即蜀布。蜀布用麻所织成，用于夏季，故称夏布。早在汉代，就有“蜀布”记载，其上品在唐代就已成为贡品。目前手工夏布主要产地在江西、湖南、重庆等地，幅宽同古制二尺二寸，与捣练图中的织物幅宽一致。
余杭清水丝绵制作历史悠久。余杭地处杭嘉湖平原，周时种桑养蚕，已是重要的农耕生产，遍及家家户户。到了唐代开元年间，丝绵被列为贡赋。南宋《咸淳贡赋志》记载“钱塘、仁和、余杭……九县岁解绵以同功（宫）茧与出娥蚕非缫丝者涑为绵，今余杭所出为佳”。罗，丝绸的一种，原产自杭州，所以也称杭罗。据《正字通·系部》载：“织素为文者曰绮，光如镜面有花卉状者曰绫。”它是采用斜纹图案或在其上加以提花，选上等桑蚕长丝交织而成，依花色品种分为素广绫、花广绫等。因产于吴地，故曰“吴绫”。吴绫织有龙凤、麒麟、天马、辟邪等纹样。《新唐书·地理志》载：“明州余姚郡……土贡：吴绫、交梭绫。”唐代的方丈绫和宋代的织绵，都被列为苏州的贡品。贞元年间（78-805年）越州丝绸贡品有吴绫、异样吴绫、花鼓歇纱、吴朱纱、宝花花纹罗、白编绫、交梭绫、十样花纹绫、花纱、吴絹等数十种。湖州市双林绫绢以轻如蝉翼、薄如晨雾、质地柔软、色泽光亮著称，被誉为“丝织工艺之花”。双林绫绢系绫与绢的合称，“花者为绫，素者为绢”。双林绫绢的生产可追溯到三国(220—280)时期，当时湖州地属东吴，有“吴绫蜀锦”的美称。花型有云鹤、双风、锦龙、带子风、冰梅、竹菊、环花、绕枝花、古币、寿团、龙风呈祥等。魏县土织布是具有悠久的织造历史、复杂的传统工艺、天然的织造原料。魏县传统纺织技艺有搓花结、纺线、打线、染线、浆线、络线、经线、印布、掏缯、闯杼、绑机、织布等12道工序。能织出各种条纹、方格、四页缯布。缯有二页缯、三页缯、四页缯三种。广东省佛山市顺德区香云纱染整技艺是国家级非物质文化遗产，从明代永乐年间即开始生产并远销海外。

## 印染

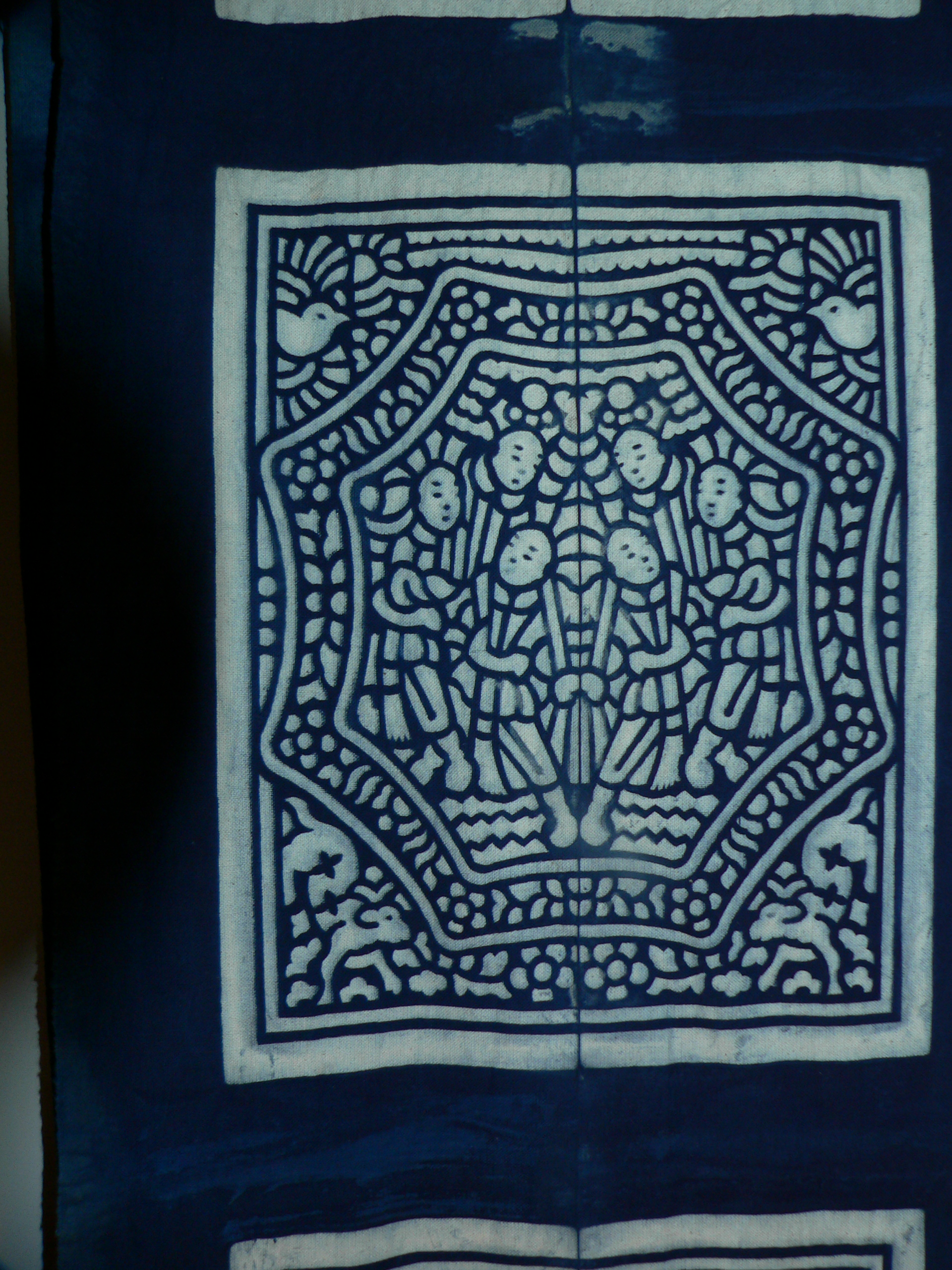
浙江苍南县宜山镇八岱村夹缬百子纹样

《周礼》就规定有典丝、染人从事印染。传统染色的材料都是植物。包括：红花、乌梅、蘆木、苏木、黃櫱、青礬、莧藍、槐花、棓子、杨梅皮、蓝牙叶、莲子壳、绿豆粉等等。古典布料的染色遵从古制，体现了华夏阴阳五行信仰。有六象六色之说，青所以象东方的木，赤所以象南方的火，白所以象西方的金，黑所以象北方的水，玄所以象天，黄所以象地。除了六正色以外，还有对应的间色：纁－黄赤色、紫－青赤色、红－赤白色、绿－青黄色、缥－青白色。间色也是唐宋公服的色制，公服五等：朱、紫、绯、绿、青。

另外还有绀－深青扬赤色、绯－赤、绛－大赤、缇－丹黄、朱－深纁。
| 色彩   | 染料       | 色图 |
| ------ | ---------- | ---- |
| 蓝     | 藍草       |      |
| 红     | 红花       |      |
| 绿     | 槐花       |      |
| 金黃色 | 蘆木       |      |
| 鵝黃色 | 黃蘖       |      |
| 紫色   | 蘇木、青礬 |      |

最廉价普遍的是藍草制靛的蓝印花布。蓝印花布，是传统的镂空版白浆防染印花，又称靛蓝花布，俗称“药斑布”、“浇花布”，距今已有一千三百年历史。最初以蓝草为染料印染而成。 蓝印花布源于秦汉，兴盛于唐宋时期，古时称为药斑布。汉族的染印工艺称作三缬，即蜡缬、夹缬、绞缬。缬是指系缯帛而后染之，使系处形成一定的花纹，起源自秦汉时代。在織物上扎结以防染，称为绞缬，今为“扎染”。胡三省《通鉴注》“缬，撮彩以线结之，而后染色；既染则解其结，凡结处皆原色，余则入染色矣。其色斑斓谓之缬。”唐明皇柳婕妤妹适赵氏，镂版为杂花，打为夹缬。夹缬是用二木版雕刻同样花纹，以绢布对折夹入此二版，然后再雕空处染色，成为对称的花纹。缬版，又称花版，将布曲折夹入多张花版，再灌入染料，可制成连续重复的缬纹。晋代《搜神记》曰：“二女子，姿色甚美，著紫缬襦，青裙。”隋炀帝制五色夹缬花罗裙，以赐宫人及百僚母妻。唐宋时期，“缬绢对花风袍，绯缬绢对花宽袖袄”极为流行。据《资治通鉴》记载，德宗贞元三年（787 年），大唐朝廷为了与党项互市，以缯交换牛，就大量以彩缬法染制了18万匹缯。明代的织锦与刺绣兴起以后，夹缬逐渐衰落，并被碱印、拓印，刮浆防染法取代。

## 織繡

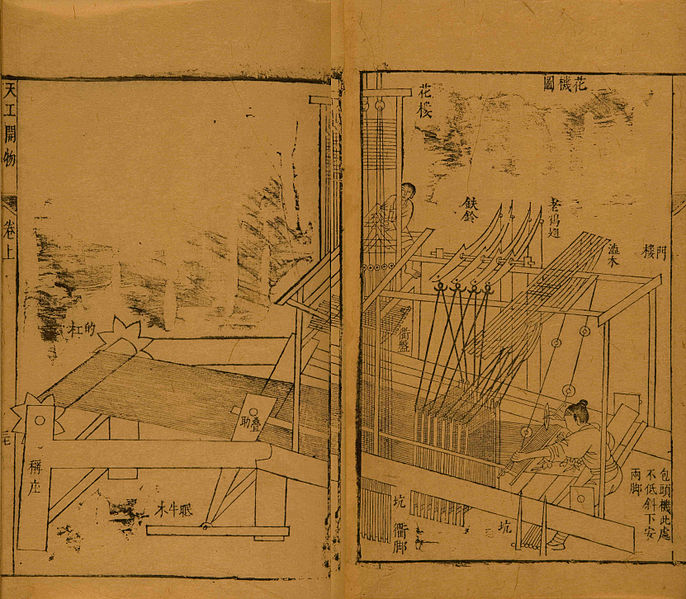
《天工開物的花機紡織圖

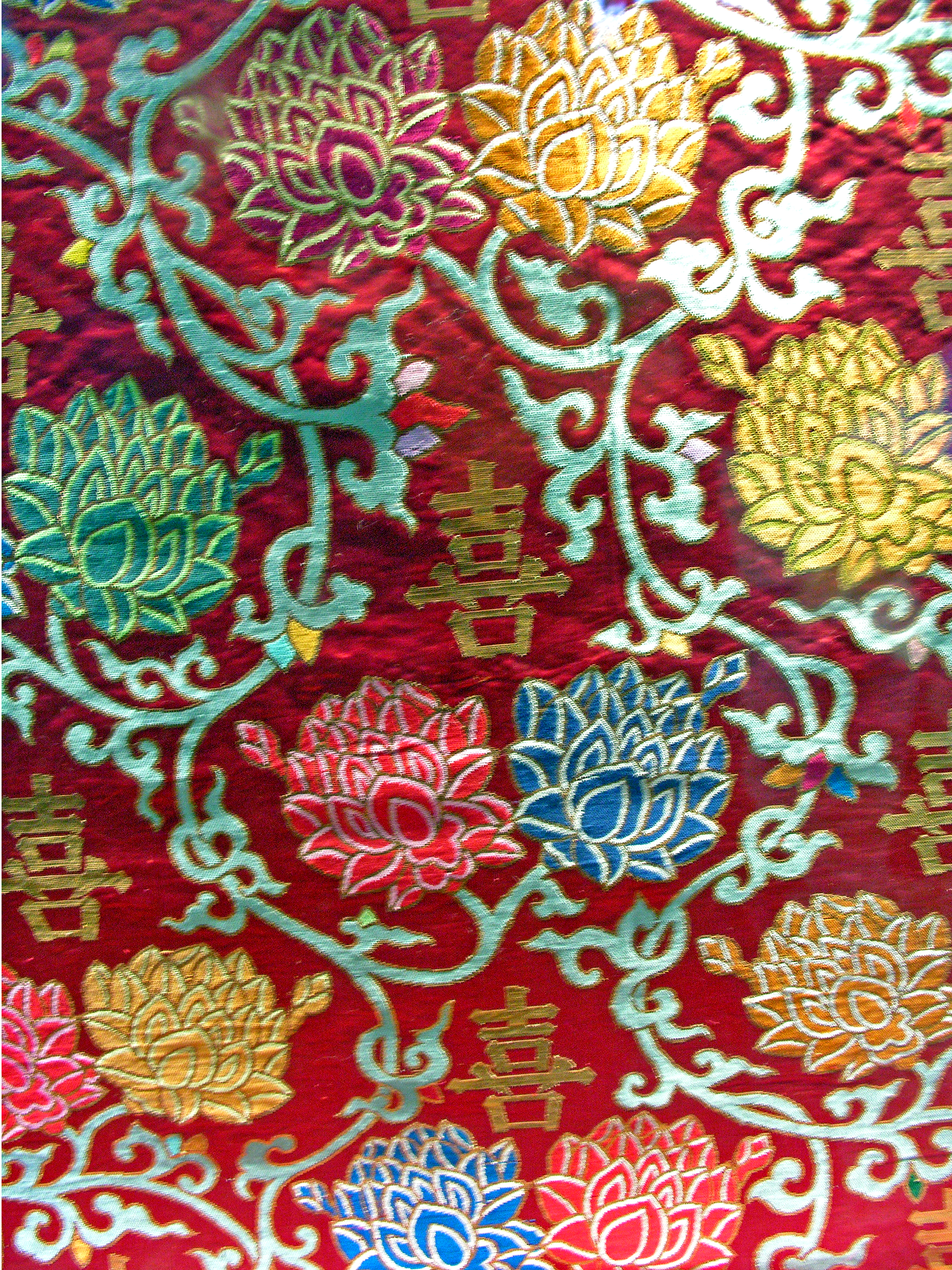
明代雲錦

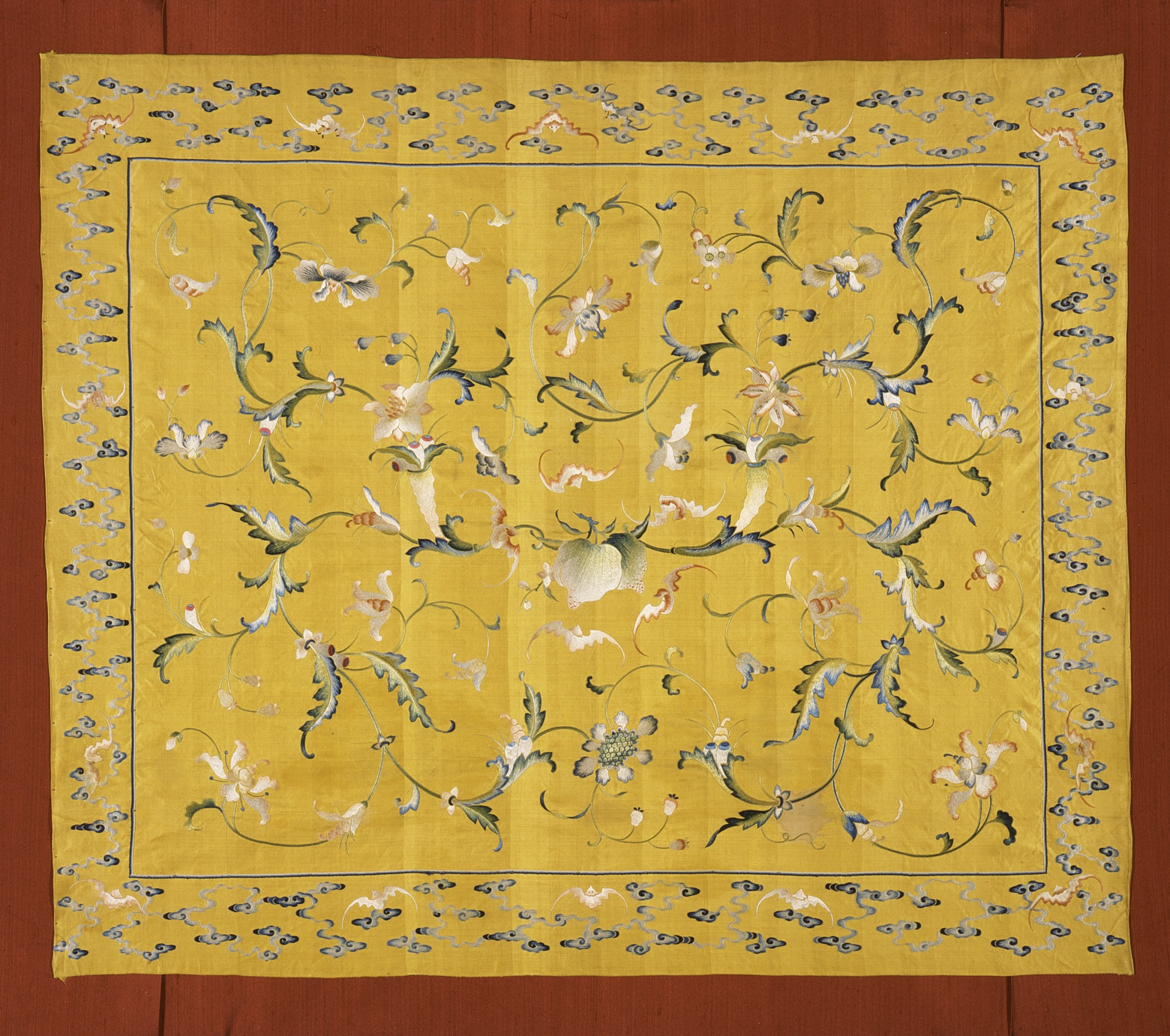
綢緞上的刺繡

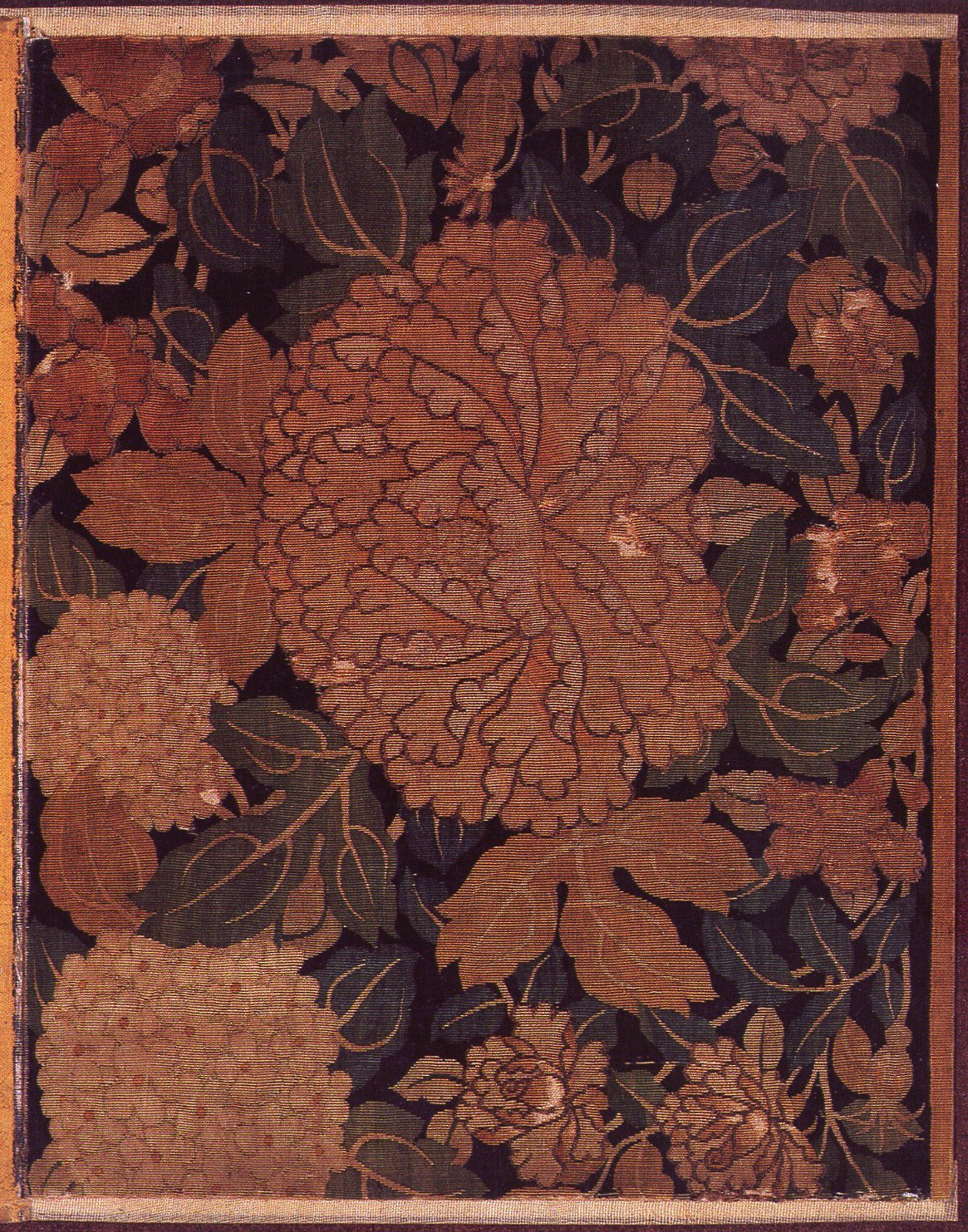
宋代緙絲

中國古代服飾的织绣工艺通过苏绣、湘绣、蜀绣、汉绣、粤绣以及蜀锦、云锦、宋锦流传至今。蜀锦是在帛的基础上发展而来，它以优质蚕丝织造。四川自古一直是锦绣工艺的产地，蜀锦蜀绣均是贡品，古蜀锦“五星锦”、“连珠龙纹锦”分别在新疆尼雅精绝国王陵中和吐鲁番阿斯塔拉226号墓发掘出来则是佐证。特别是“连珠龙纹锦”残片的背面有墨笔行书题记：“双流县，景云元年折调紬绫一匹，双流县八月官主薄，史渝”，为全国出土的丝织物中唯一记载出产地的古代丝织物，实属罕见的绝世珍品。宋人诗云“百尺雕堂悬蜀绣，珠帘外玉栏瑗琼。”宋代是蜀锦的鼎盛时期，有八答晕锦、盘锦、大窠狮子锦等12种，继承了隋唐织锦而又有所发展。大百花孔雀锦、青绿如意牡丹锦、真红穿花凤锦等细色织锦对后世影响极大。宋人赞曰：“青春才子金门贵，蜀锦袍新夺日鲜。”因此成都享有錦城、錦官城的美譽。从西汉到蜀汉，政府均设“锦官”，管理蜀锦生产和交易。经明末清初战乱，成都"锦坊尽毁，花样无存"，流传到清初的工艺只有天孙锦（或曰通海缎）一种。有天下乐锦、翠毛细锦、簇四雕花细锦、方胜宜男细锦、四答晕福寿全宝锦、环藤双线锦、方胜练鹊锦、四合 如意天华锦等。《天水冰山录》记严嵩家中收藏的宋锦计有大红、沉香、葱白、玉色种种。其中有三种织金锦，名目是：青织金仙鹤宋锦、青织金穿花凤宋锦、青织金麒麟宋锦。宋锦图案一度失传，康熙年间有人从泰兴季氏处购得宋裱《淳化阁贴》十秩，揭取其上宋裱织锦二十二种，转售予苏州机房模取花样，并改进其工艺组织重新生产。宋锦，可分为重锦、细锦、匣锦、小锦四类。大锦有四五十种花样，均为明清流传下来的底本，如龟背龙纹、金线如意、双桃如意、福寿全宝、梅兰竹菊、定胜四方等。
明代是云锦鼎盛的时代，多用于朝衣。织锦图案有团花、折枝、缠枝、几何纹等。牛郎織女的神話则說織女是天帝孫女，長年織造雲錦，天帝憐她獨處，許她與河西牛郎成婚，婚後她中斷織錦，天帝聞知大怒，責令她仍回河東，與牛郎分離，只准夏曆每年七月初七夜相會一次。云锦分库锦、库缎和妆花三种。库锦，又称织金银，是在缎地上以金或银线织出各种花纹，也有少数织物用两至三种色彩绒并织，所以称谓上有“两色库锦”和“彩花库锦”之别；库缎是在缎地上起本色花，花纹有明暗，通过不同经纬线交织根数和不同的叠压，显出花纹，明花浮于缎面，暗花平于缎面。妆花始于唐宋，又称妆花缎，是在缎地上用各色丝线织出花纹，同时夹用金银线，是织锦中最精美的一种。《金瓶梅》里李娇儿、孟玉楼、潘金莲出门都穿着妆花锦绣衣服。。
| 染印织绣 | 原料        | 用途 | 非物质文化遗产                                                                               | 挂牌传承工厂/传承人                      |
| -------- | ----------- | --- | -------------------------------------------------------------------------------------------- | ---------------------------------------- |
| 染印     | 木棉        | 夹缬 | 江苏省南通市蓝印花布印染技艺                                                                 | 南通蓝印花布艺术馆、桐乡工艺印染厂       |
| 染印     | 桑蚕丝      | 夏時衣料 | 广东省佛山市顺德区香云纱染整技艺                                                             | 广东省顺德伦教成艺晒莨厂                 |
| 织       |             | 縑襜褕、綿布小衫、綿布裙、綿布褲 | 杭州余杭清水丝绵制作技艺、上海市徐汇区乌泥泾手工棉纺织技艺; 河北省魏县、肥乡县传统棉纺织技艺 |                                          |
| 织       | 苎麻(葛/繐) | 夏衣(絺绤)、白夏布衫兒、夏布裙子、夏布袴、深衣、祭服、丧礼冠服                                                                                       | 江西省万载县、重庆市荣昌县盘龙镇夏布织造技艺、天台苎布                                       | 万载县双志夏布厂、重庆市荣昌县苎麻基地   |
| 织       | 桑蚕丝      | 圓領袍官服、青绫裙、黄绫带，黄绢袴，白绢袜；白綾襖，黃綾裙                                                                                           | 湖州绫、绢(练/縞)                                                                            | 湖州云鹤双林绫绢有限公司（原双林绫绢厂） |
| 织       | 桑蚕丝      | 冕服（青羅衣裳、朱羅裳）、红罗蔽膝、白羅大帶、白罗中单、白罗方心曲领、红罗销金袍帔、薄罗衫子、罗襦、罗裙、紅羅長裙、黄罗销金裙、青罗抹带、罗袜、罗帕 | 杭罗                                                                                         | 杭州福兴丝绸厂                           |
| 织       | 桑蚕丝      | 蜀锦袍、袄子、蜀锦缠头(抹额)、蜀锦裤 | 四川省成都市蜀锦                                                                             | 四川省成都市蜀江锦院(成都蜀锦织绣博物馆) |
| 织       | 桑蚕丝      | 衮龙袍、翟衣、霞披、云肩、圆领袍胸背补子 | 江苏省南京市云锦木机妆花                                                                     | 南京云锦研究所                           |
| 织       | 桑蚕丝      | | 江苏省苏州市宋锦                                                                             | 苏州织锦厂、苏州丝绸博物馆               |
| 织       | 桑蚕丝      | 袍 | 苏州缂丝                                                                                     | 王金山大师工作室                         |
| 绣       | 桑蚕丝      | 衣裳纹章 | 四川省成都市蜀绣                                                                             | 成都蜀绣厂                               |
| 绣       | 桑蚕丝      | 衣裳纹章 | 江苏省苏州市苏绣                                                                             | 苏州市苏绣艺术创新中心                   |
| 绣       | 桑蚕丝      | 衣裳纹章 | 广东省广州市、潮州市粤绣                                                                     |                                          |
| 绣       | 桑蚕丝      | 衣裳纹章 | 湖南省长沙市湘绣                                                                             |                                          |
| 绣       | 桑蚕丝      | 衣裳纹章 | 上海市松江区顾绣                                                                             | 钱月芳顾绣工作室                         |
| 绣       | 桑蚕丝      | 衣裳纹章 | 瓯绣                                                                                         |                                          |
| 绣       | 桑蚕丝      | 衣裳纹章 | 汴绣                                                                                         |                                          |
| 绣       | 桑蚕丝      | 衣裳纹章 | 汉绣                                                                                         |                                          |
| 绣       | 桑蚕丝      | 衣裳纹章 | 宁波金银彩绣                                                                                 |                                          |

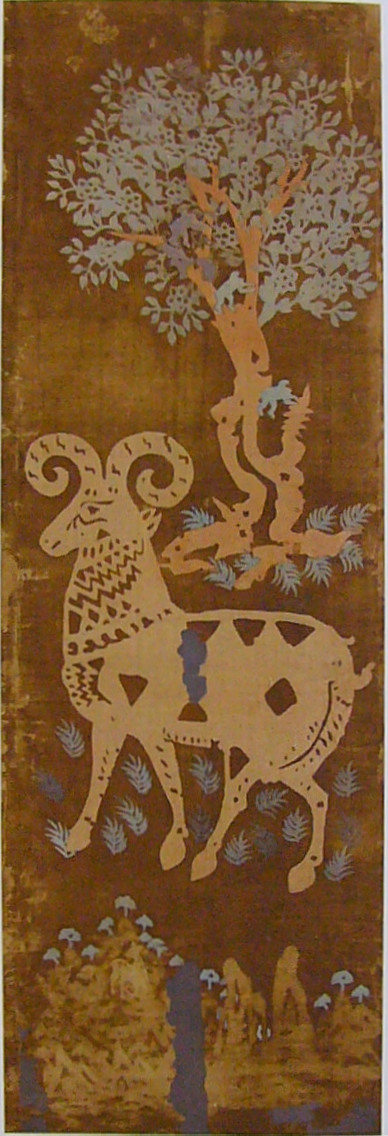
日本正仓院藏唐朝羊木臈纈屏風
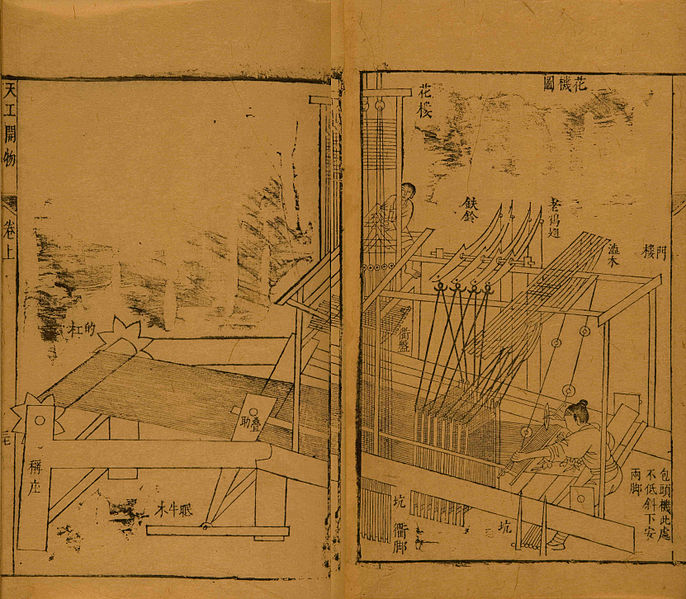
紡織
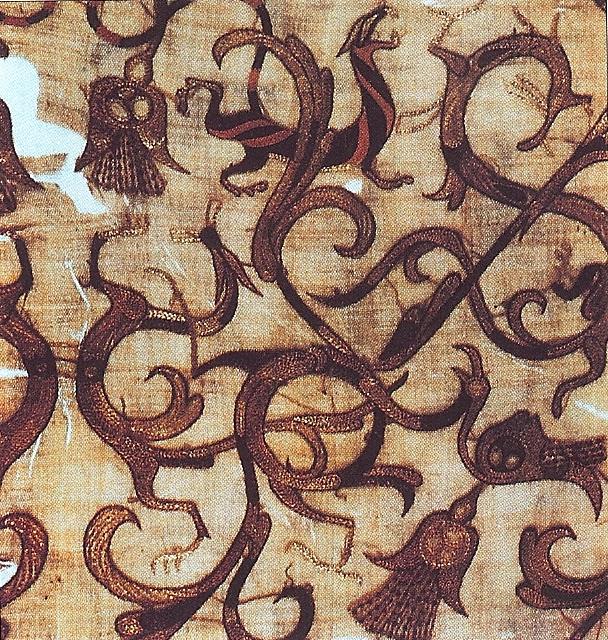
战国龙凤文绣罗
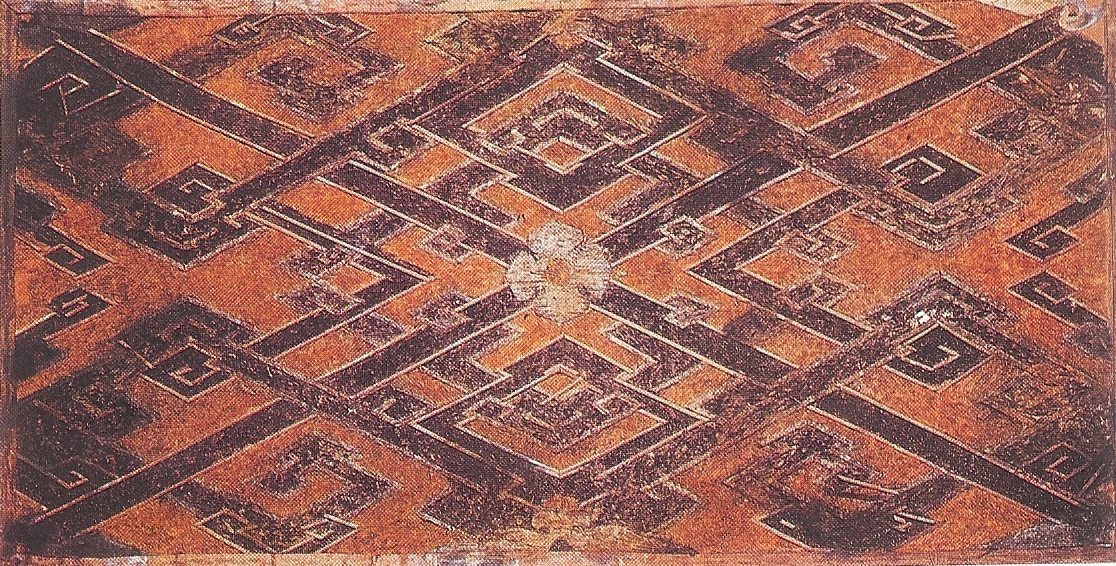
马王堆羽毛贴花绢
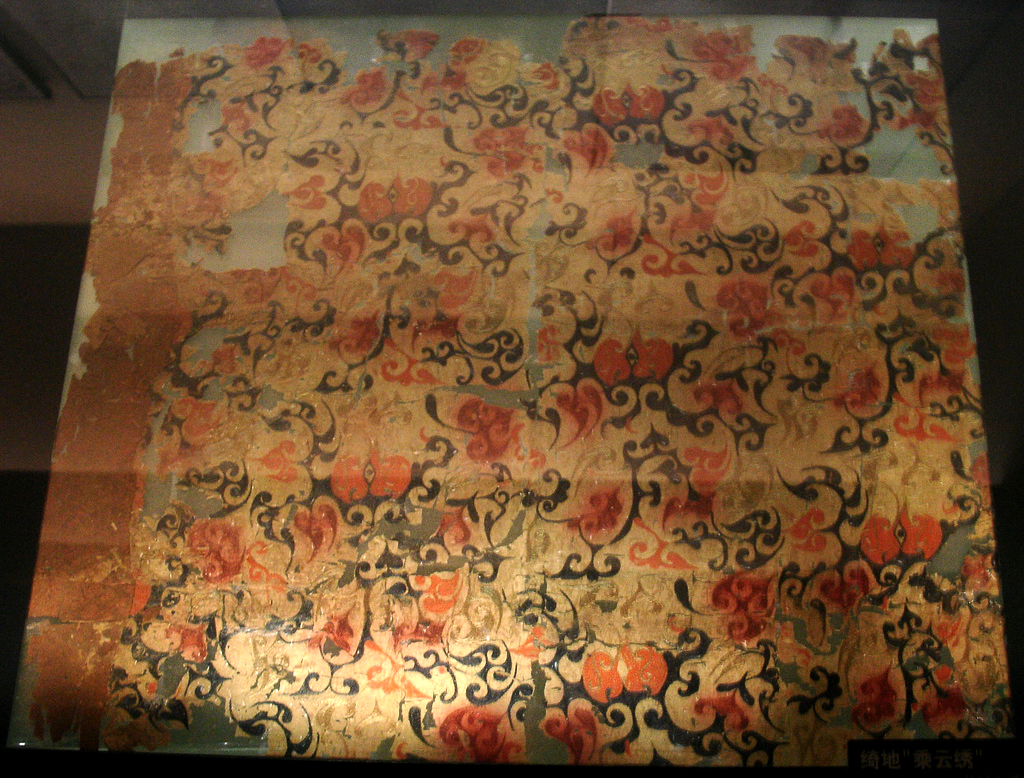
马王堆汉墓织物
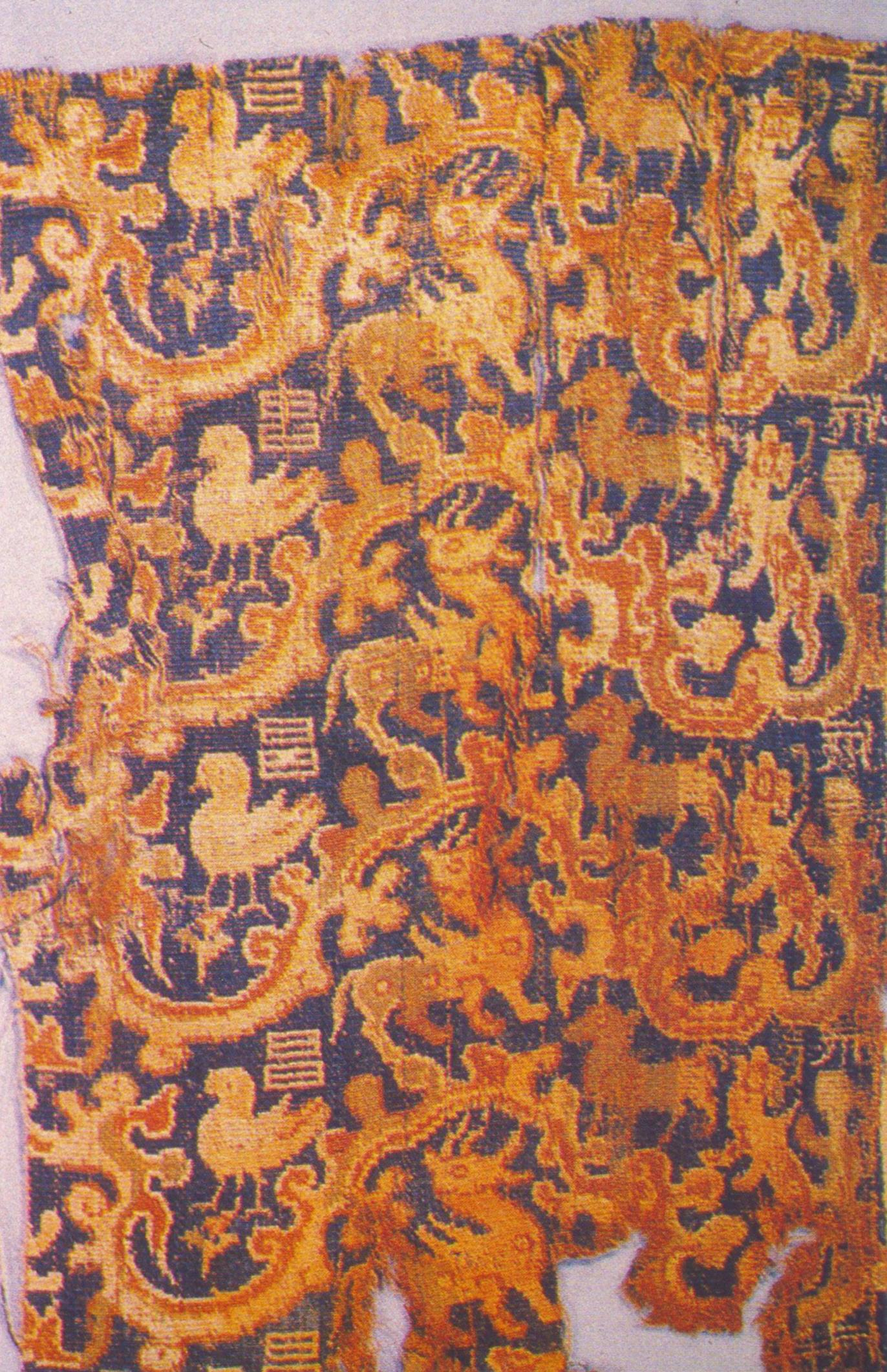
汉代永昌锦
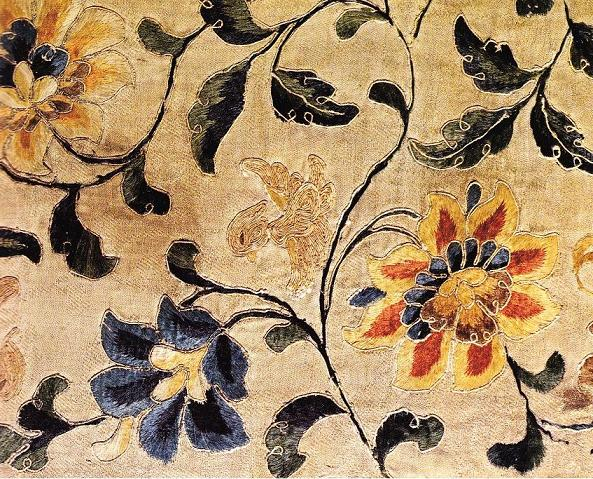
唐代刺绣
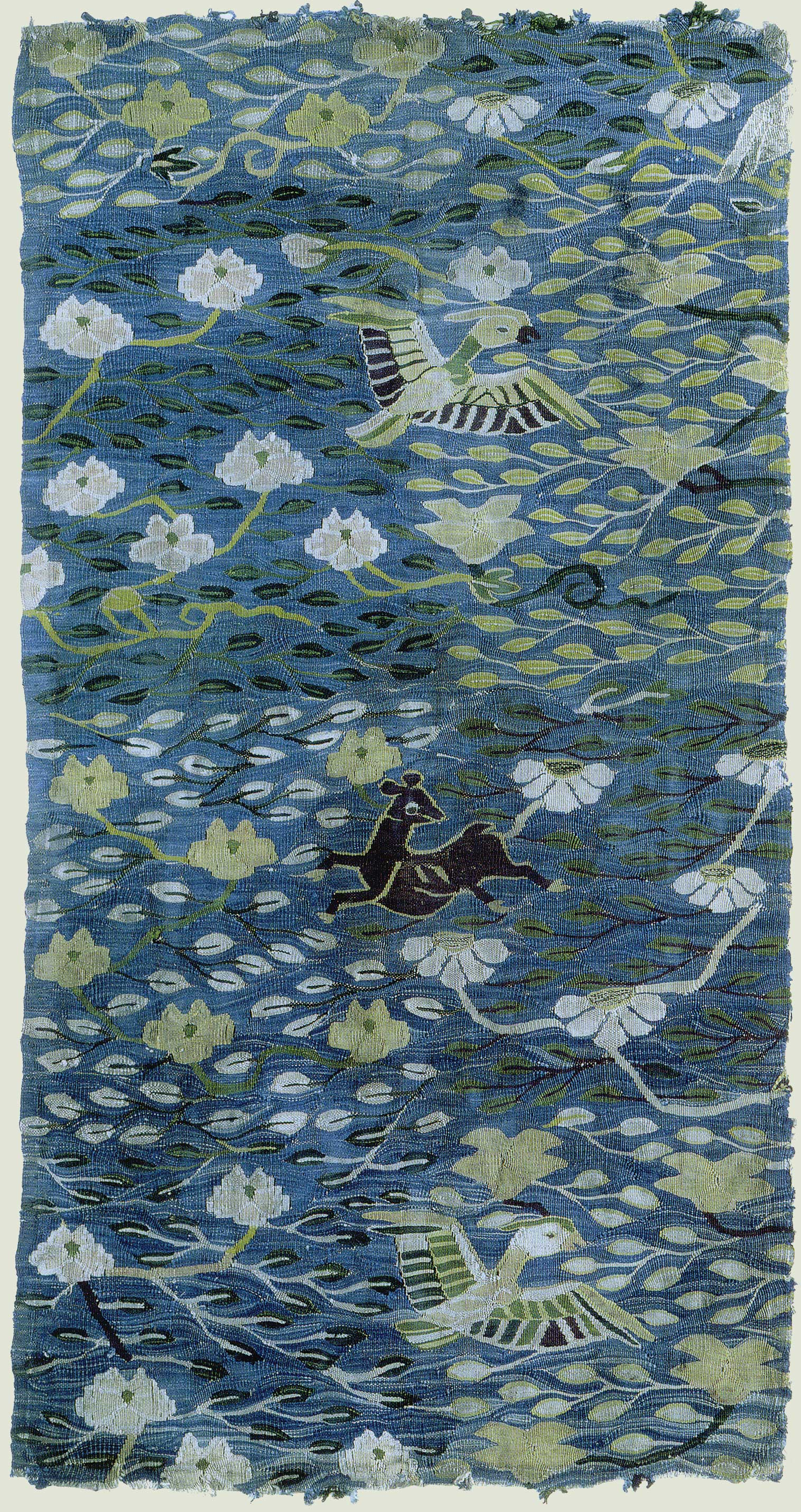
宋锦
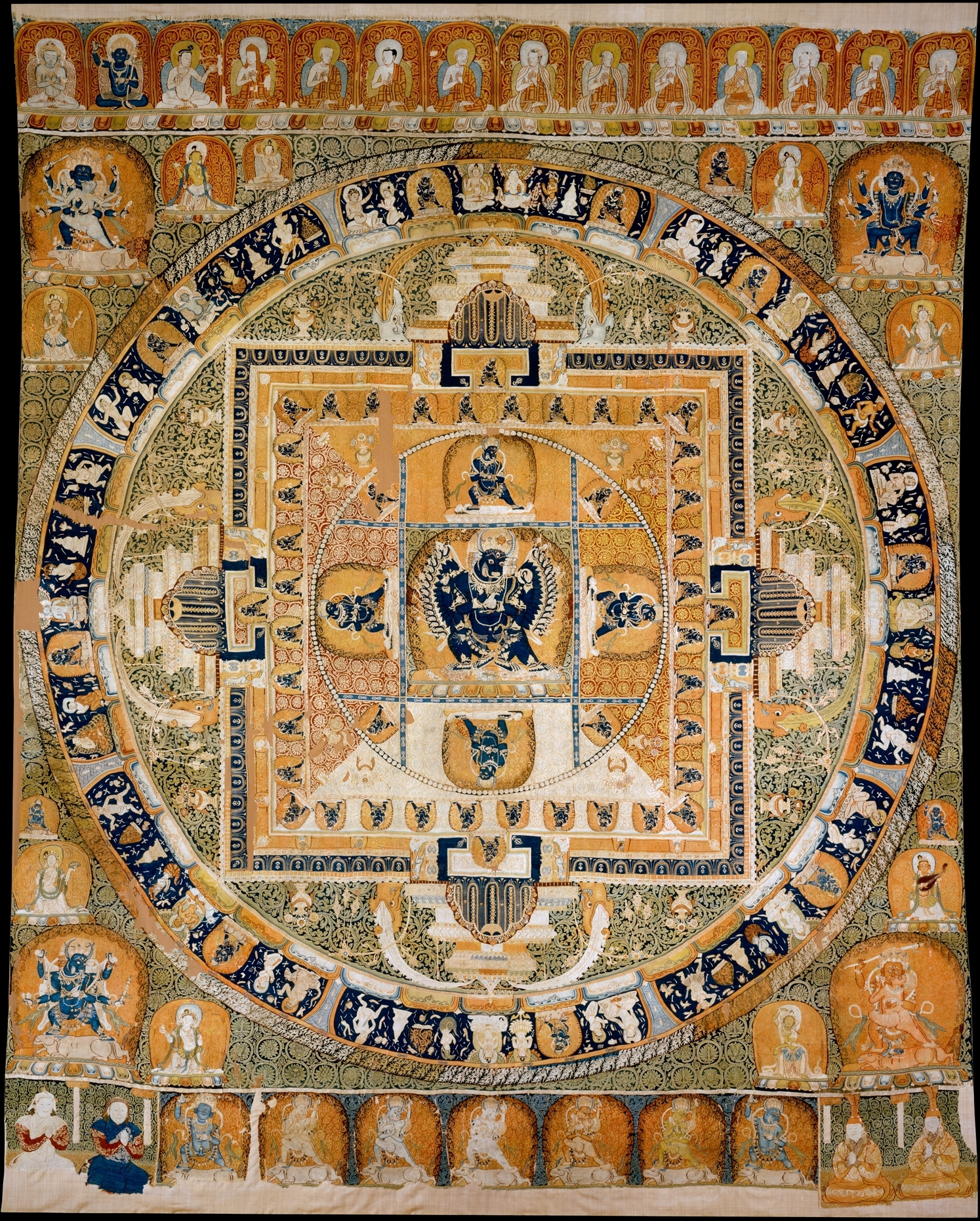
元代緙絲制大威德金剛曼荼羅
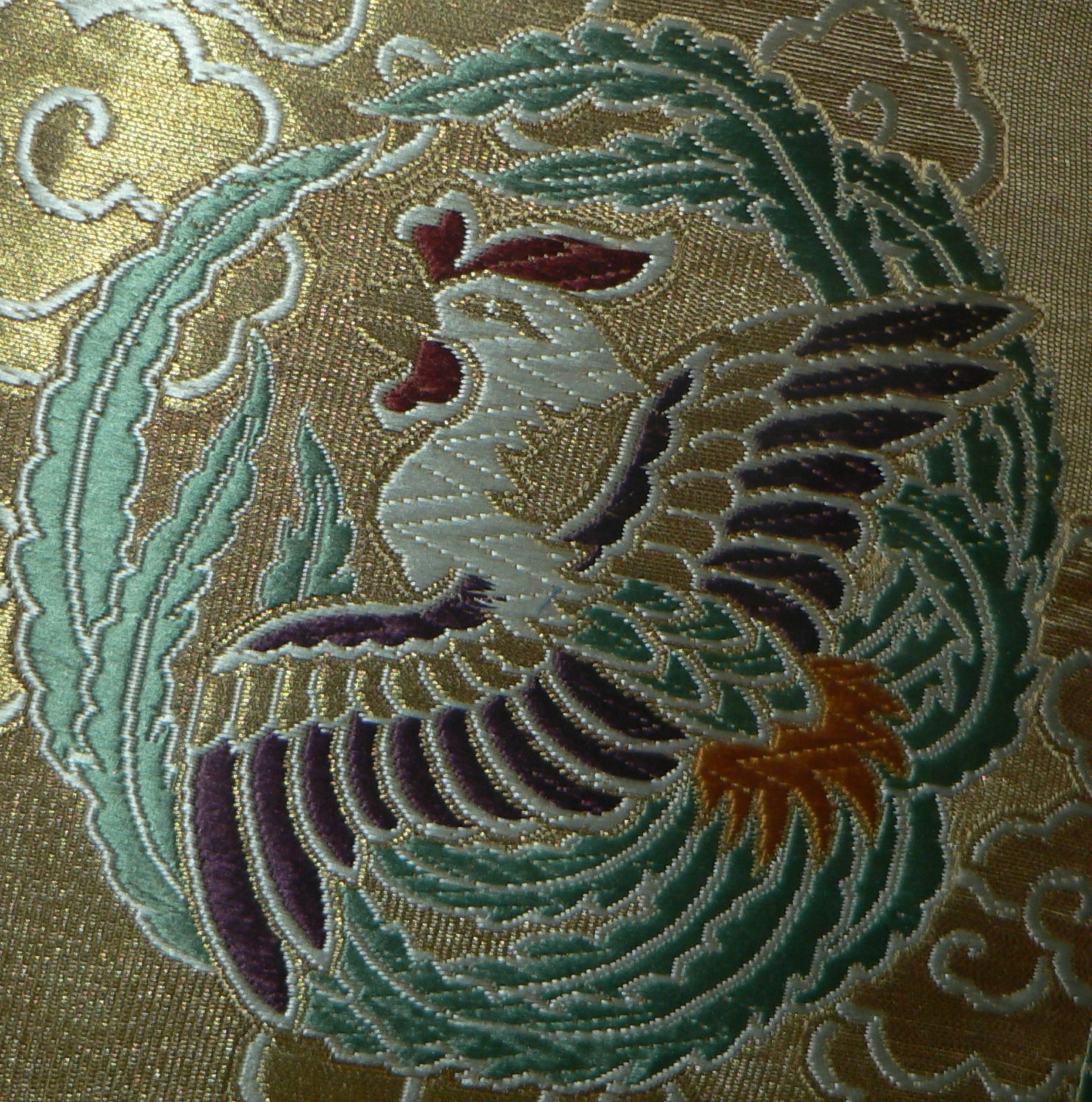
织锦凤凰